# تاماس ناغي (لاعب كرة قدم)
تاماس ناغي (بالمجرية: Nagy Tamás)‏ (6 يونيو 1976 ببودابست في المجر - ) هو لاعب كرة قدم مجري في مركز الهجوم. شارك مع منتخب المجر لكرة القدم. أما مع النوادي، فقد لعب مع بي36 توشهافن ودوناوجفاروس وغيور تورنا أوزتالي ونادي سلوفان براتيسلافا ونادي تاتابانيا ‏ ونادي سيبيل ‏ وRákospalotai EAC ‏ وFC Dabas ‏ وFC Sopron ‏.

## وصلات خارجية
- تاماس ناغي (لاعب كرة قدم) على موقع قاعدة بيانات كرة القدم.إي يو (الإنجليزية)
- تاماس ناغي (لاعب كرة قدم) على موقع ناشيونال فوتبول تيمز (الإنجليزية)